# 塞爾吉·布魯格拉
塞爾吉·布魯格拉（1971年1月16日—），生于加泰隆尼亞巴塞罗那，已退役的西班牙男子網球運動員，他是西班牙网球史最佳选手之一（第一位成功衛冕法国网球公开赛男單冠軍的西班牙球員）。
他的ATP单打最高世界排名曾達到第3位。他生涯最高成就，是连续兩年夺得法網男子单打桂冠，以及在1996年獲得亚特兰大奥运会网球男单银牌。
他是ATP史上唯一對兩代球王——森柏斯（對賽3：2） （页面存档备份，存于）和费德勒（對賽1：0） 都有較佳對賽成績的球員。

## 大满贯

### 男單冠軍（2）
| 年度 | 賽事 | 場地 | 決賽對手   | 對手國籍 | 勝方比分                |
| 1993 | 法網 | 紅土 | 古里亞     | 美国     | 6-4, 2-6, 6-2, 3-6, 6-3 |
| 1994 | 法網 | 紅土 | 貝拉塞特吉 | 西班牙   | 6-3, 7-5, 2-6, 6-1      |

### 男單亞軍（1）
| 年度 | 賽事 | 場地 | 決賽對手 | 對手國籍 | 勝方比分      |
| 1997 | 法網 | 紅土 | 库尔滕   | 巴西     | 6-3, 6-4, 6-2 |

## 奧運會

### 男單銀牌（1）
| 年度 | 賽事           | 場地 | 決賽對手 | 對手國籍 | 勝方比分      |
| 1996 | 阿特蘭大奧運會 | 硬地 | 阿格西   | 美國     | 2-6, 3-6 ,1-6 |

## ATP巡迴賽

### 男單冠軍（14）
- 1991年（3） - 埃斯托里爾（葡萄牙公開賽）、ATP蒙地卡羅1000大師賽 A、雅典
- 1992年（3） - 馬德里、格施塔德（瑞士公開賽）、巴勒莫
- 1993年（5） - ATP蒙地卡羅1000大師賽 A、法網、格施塔德（瑞士公開賽）、布拉格、波爾多
- 1994年（3） - 法網、格施塔德（瑞士公開賽）、布拉格

^  注解A：為ATP大師賽（共2項冠軍）

### 男雙冠軍（3）
- 1990年（2） - ATP漢堡1000大師賽（德國公開賽）B（搭擋：古里亞）、佛羅倫斯（搭擋：Horacio de la Peña）
- 1991年（1） - 日內瓦（搭擋：羅錫）

^  注解B：為ATP大師賽（共1項冠軍）

## 團體榮譽

### 世界團體盃
- 1992年冠軍  （页面存档备份，存于）

## 職業生涯
卜季拿是1990年代世界男子网球巨星之一，善長红土网球，他使用右手持拍並以雙手反手擊球。他生涯共奪得14個ATP男單冠軍（其中13冠是红土網球比賽），全在他個人生涯的黃金四年（1991-94年），以及奪單3個男雙冠軍（均是红土賽），而所有17個單雙打冠軍的比賽均在歐洲舉行。
相對於其個人成功的法網，他在其他三個大滿貫（澳網、溫布頓、美網）的成績則較失色，他從沒有在這三個大滿貫的男單比賽中打入過八強。他也曾多次缺席澳網和溫布頓的比賽。
1987年，他成為西班牙國家網球青年少組冠軍。
1988年，他正式轉入職業。
1989年，他殺入法網男單比賽第四輪，僅以盤數2比3敗於海地球員Ronald Agénor；當年，他年終排名第26。
1990年，他分别伙拍美國球員古里亞和阿根廷球員Horacio de la Peña，奪得漢堡大師賽和佛羅倫斯的男雙冠軍。
1991年4月，他在葡萄牙埃斯托里爾红土場賽事中奪得首個ATP男單冠軍；他又在同月的蒙地卡羅大師賽红土男單賽事中，擊敗應屆澳網男單冠軍贝克尔，首奪超九大師賽男單冠軍。
1992年，他和同胞合作，帶領西班牙赢得世界團體盃。
1993年、1994年，他在法網中梅開二度，獲得男單冠軍，兩次决賽中，分别擊敗尋求三連霸的古里亞，以及同胞貝拉薩特吉。1993年，他奪得蒙地卡羅大師賽、法網、格施塔德、布拉格、波爾多共5項男單冠軍，乃個人生涯一年奪冠數之最，而當中的波爾多賽更是他生涯中唯一非红土比賽（硬地賽）奪得的男單冠軍；1994年，他又成功衛冕當中3冠（法網、格施塔德、布拉格，蒙地卡羅大師賽則在男單决賽敗於烏克蘭球員而衛冕失敗），並在同年8月1日迎來個人生涯男單排名最高的第3位；這兩年，他的ATP男單年終排名均是第4。不過自1994年之後，卜季拿再沒有奪過任何ATP男單冠軍。
1995年，他只打入過一次ATP男單决賽——羅馬大師賽，他在比賽中被當年的红土王穆斯特以盤數3比1擊敗。同年他在法網男單比賽打入四強，並以直落三盤敗於1989年冠軍張德培（比分：4–6，6–7，6–7），無緣三連冠，其法網連勝紀錄定格在19場。該年，他沒有奪得任何ATP錦標，男單年終排名下滑至第13位。同年12月，他的足踝在訓練中受傷，此事對他在1996年或以後的職業生涯很大打擊。
1996年，他因為受到傷患影響，成績嚴重下滑；他在當年的法網男單第二輪，遇上不善長红土賽的當代球王森柏斯，竟以盤數2比3落敗。當年，他也打入奧運會網球男子單打比賽硬地賽的决賽，並以直落三盤比分2-6,3-6,1-6敗於東道主選手阿格西，獲得銀牌。當年除奧運會外，他沒有進入任何ATP賽事男單决賽，男單年終排名直插至第81位。
1997年，卜季拿迎來大復甦。在季初的澳網男單賽事第一輪，他遇上東道主球員兼未來球王休伊特，以直落三盤比分6-3,6-4,6-3，送給後者處子戰敗仗。他在法網男單賽事第四輪，淘汰1989年冠軍兼2號種子張德培，報卻兩年前落敗之仇；他又在半决赛中打敗未來一哥拉夫特殺入決賽，但又在普遍被看好的情况下，爆冷以直落三盤敗於賽前名不經傳的巴西球員库尔滕，僅獲亞軍（比分：3-6，4-6，2-6）。除了法網之外，他也打入過3個男單决賽——米蘭室內賽（地毯賽）、邁阿密大師賽（硬地賽）和烏馬格（红土賽），結果全數落敗，分敗於伊雲尼斯域、穆斯特和同胞曼蒂利亞。由於其男單年終排名回升至第8位，結果獲ATP頒贈年度最佳復出獎（Comeback player of the Year）。
生涯後期的1998年至2002年，卜季拿的成績可謂乏善足陳，期間只打入過一次小型比賽男單决賽並落敗。1999年，他更只參加一場男單正賽並落敗。這五年，他的男單世界排名基本在100位或以後。2002年季中，卜季拿正式宣佈因為傷患而退出近十五年的職業網球生涯。 （页面存档备份，存于）

## 影響
西班牙雖是網球強國，在公開賽年代前後也曾出産過法網男單冠軍，惟在1990年代以前沒有形成一股強大勢力，西班牙更長達20年沒有球員取得過法網冠軍（1973-92年）。不過自卜季拿兩奪法網的1990年代初中期以後，西班牙的優秀的紅土網球專家（即主攻红土球場比賽的球員）不斷湧現；卜季拿之後，莫亞（1998年）、科斯塔（2002年）、費雷羅（2003年）等泥地專家相繼奪得法網男單冠軍，當中，莫亞和费雷罗也曾奪過硬地大滿貫亞軍和登上過男單世界第一。不過，2005年橫空出世的拿度更是史上最強紅土網球員，拿度在2005-22年十八年間，獲得過14次法網男單冠軍，竟比第2位的波格多出8次，而且拿度擁有红土球場男單81連勝的單一場地最長連勝紀錄；拿度後來又進化成全能網球員，奪得過2次澳網、2次溫布頓和4次美網男單冠軍，男單大滿貫總數達22個，位列第2（僅次於祖高域），並取得過5次ATP男單年終排名第一（2008、10、13、17、22年）和2008年北京奧運男單金牌，其卓越成就與費達拿、祖高域形成2000-10年代壟斷性的三巨頭。

## 退休以後
退役後的卜季拿，曾以教練身份指導、執教過不少球員，包括特松加、菲斯和施華利夫。另外，他也在2018年，作為隊長，帶領西班牙參加台維斯盃。

## 外部連結
- 塞爾吉·布魯格拉（英文/西班牙文）的官方資料
- 塞爾吉·布魯格拉的國際網球總會 職業／青少年 官方資料（英文）
- 塞爾吉·布魯格拉的官方資料（英文）
- 全球職業網球教練協會 塞爾吉·布魯格拉 資料 （页面存档备份，存于）